# NASCAR-West-Series-Saison 2007

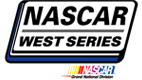
Ehemaliges Logo der Serie

Die NASCAR-West-Series-Saison 2007 begann am 31. März 2007 auf dem Thunder Hill Raceway und endete am 15. September 2007 im Altamont Motorsports Park. Mike David gewann die Meisterschaft. Mike Duncan wurde mit dem Most Popular Driver Award ausgezeichnet und Jason Bowles gewann den Rookie of the Year Award.

## Rennkalender 2007
| Datum              | Rennname                            | Rennstrecke                   | Pole-Position   | Sieger          |
| ------------------ | ----------------------------------- | ----------------------------- | --------------- | --------------- |
| 31. März 2007      | Allstate Texas Thunder 150          | Thunder Hill Raceway          | Mike Duncan     | Scott Lynch     |
| 19. April 2007     | AlphaTrade.com 150                  | Phoenix International Raceway | Mike Duncan     | Joey Logano     |
| 28. April 2007     | Altamont 200                        | Altamont Motorsports Park     | Mike Duncan     | Mike David      |
| 18. Mai 2007       | Minnesota 150                       | Elko Speedway                 | Sean Caisse     | Mike David      |
| 20. Mai 2007       | Featherlite Coaches 200             | Iowa Speedway                 | Kevin Harvick   | Kevin Harvick   |
| 2. Juni 2007       | NAPA 150                            | Colorado National Speedway    | Brian Ickler    | Mike Duncan     |
| 23. Juni 2007      | Blue Lizard Australian Suncream 200 | Infineon Raceway              | David Gilliland | David Gilliland |
| 30. Juni 2007      | BI-Mart Firecracker 150             | Douglas County Speedway       | Mike David      | Brian Ickler    |
| 4. Juli 2007       | King Taco 200                       | Irwindale Speedway            | Brian Ickler    | Brian Ickler    |
| 14. Juli 2007      | Big O Tires 150                     | Miller Motorsports Park       | Mike David      | Jason Bowles    |
| 4. August 2007     | NAPA 300 presented by BASALITE      | Evergreen Speedway            | Mike Duncan     | Brian Ickler    |
| 11. August 2007    | California 125                      | California Speedway           | Jason Bowles    | Jason Bowles    |
| 15. September 2007 | Season Finale                       | Altamont Motorsports Park     | Brian Ickler    | Eric Holmes     |

## Fahrergesamtwertung (Top 10)
| Platz | Fahrer          | Punkte | Starts | Siege | Top 5 | Top 10 |
| ----- | --------------- | ------ | ------ | ----- | ----- | ------ |
| 1     | Mike David      | 2013   | 13     | 2     | 9     | 9      |
| 2     | Mike Duncan     | 1899   | 13     | 1     | 7     | 8      |
| 3     | Jason Bowles    | 1871   | 13     | 2     | 8     | 8      |
| 4     | Brian Ickler    | 1838   | 13     | 3     | 4     | 7      |
| 5     | Johnny Borneman | 1813   | 13     | 0     | 3     | 8      |
| 6     | Justin Lofton   | 1742   | 13     | 0     | 4     | 6      |
| 7     | Eric Hardin     | 1712   | 13     | 0     | 2     | 6      |
| 8     | Brett Thompson  | 1683   | 13     | 0     | 2     | 6      |
| 9     | Alex Haase      | 1653   | 13     | 0     | 2     | 7      |
| 10    | Eric Richardson | 1617   | 12     | 0     | 1     | 8      |